# Áo nỉ

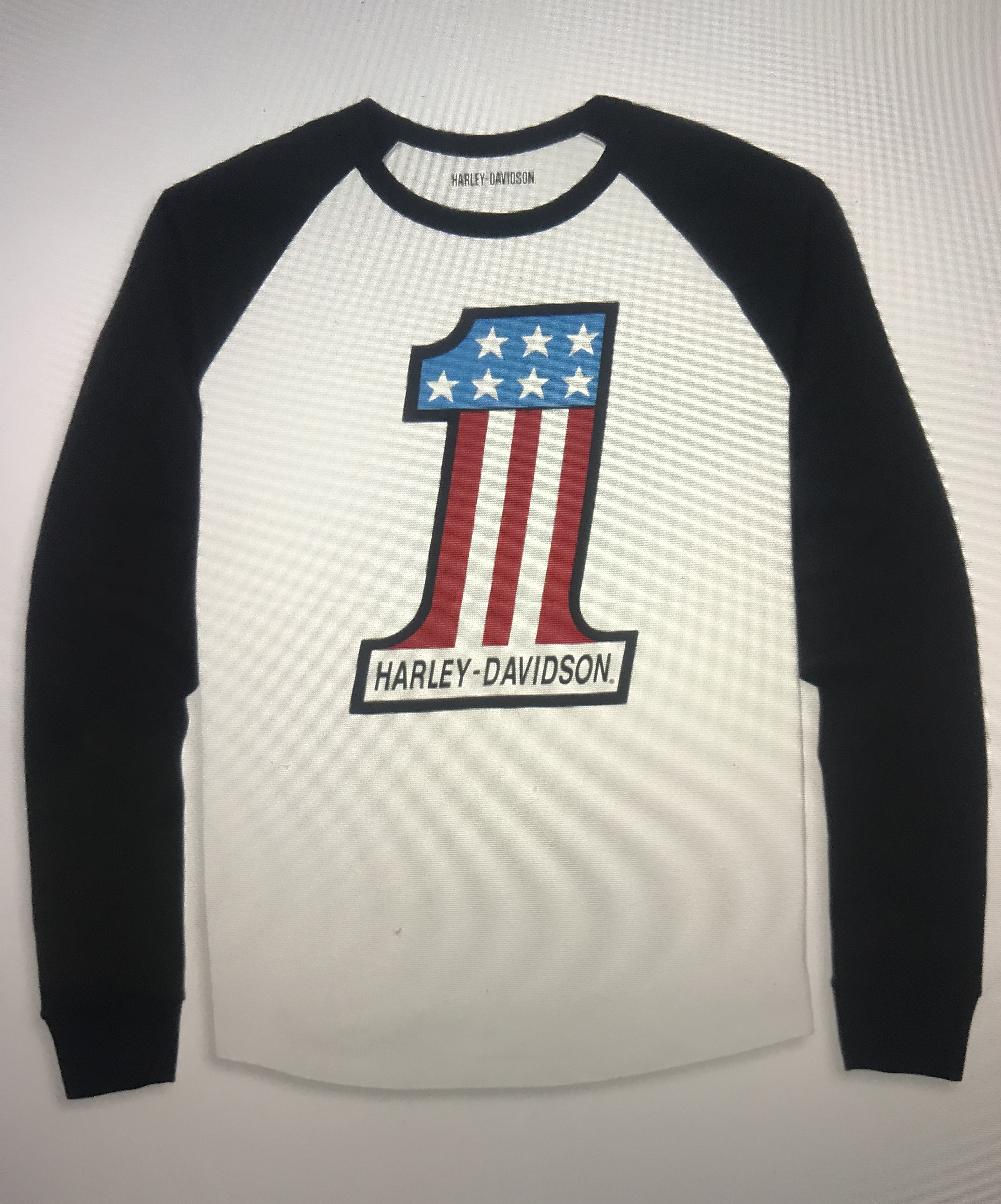
Một chiếc áo nỉ với ống tay raglan với thương hiệu Harley-Davidson

Áo nỉ là một loại áo lọt đầu dài tay được làm từ vải dày, thường là vải cotton. Áo nỉ thường chỉ được sử dụng trong trang phục thường ngày và do đó không trang trọng như một số loại áo len. Áo nỉ có thể có hoặc không có nón. Một chiếc áo nỉ có nón thường được gọi là áo "hoodie" (áo nón), tuy nhiên các phương tiện truyền thông chính thống vẫn sử dụng thuật ngữ "hooded sweatshirt" (áo nỉ có nón).

## Lịch sử
Vào năm 1920, Benjamin Russell Jr., một hậu vệ cho đội bóng Alabama Crimson Tide, đã cảm thấy mệt mỏi vì sự cọ xát và ngứa ngáy liên tục do đồ đồng phục thể thao làm từ len của họ. Anh đã làm việc cùng với cha của mình, người làm việc tại công ty Russell Manufacturing Company chuyên sản xuất các loại áo đan dệt cho phụ nữ và trẻ em, để sáng tạo ra một lựa chọn tốt hơn. Họ đã tạo ra một loại áo tập jersey bằng vải cotton dày, lấy cảm hứng từ phần trên của bộ đồ liên thân cho phụ nữ. Những chiếc áo khoác không cổ, lỏng lẻo này đã trở thành những chiếc áo nỉ đầu tiên. Một bộ phận mới của công ty, tập trung duy nhất vào việc sản xuất áo nỉ, đã trở thành công ty Russell Athletic.
Tiềm năng của áo nỉ như một công cụ quảng bá di động đã được khám phá vào những năm 1960 khi các trường đại học tại Hoa Kỳ bắt đầu in tên của họ lên áo để thể hiện niềm tự hào của trường. Áo nỉ, cùng với áo phông, cung cấp một phương pháp tiết kiệm và hiệu quả nhằm truyền đạt thông tin trên quy mô lớn. Xu hướng khẩu hiệu trên áo phông trong thập kỷ 1970 dần dần chuyển sang áo nỉ. Do tính tương đối đơn giản của việc tùy chỉnh và sức mạnh của đồ họa thông minh kết hợp với các khẩu hiệu, áo nỉ trở thành một phương tiện để thể hiện bản thân cho cả nhà thiết kế và người mặc.
Tại Úc, áo nỉ còn được gọi là 'Sloppy Joe'.